# Las koziołkowski
Las koziołkowski – las rosnący na pograniczu województwa mazowieckiego i kujawsko-pomorskiego, powiatu lipnowskiego i powiatu sierpeckiego oraz gminy Skępe i gminy Mochowo. Las zajmuje przestrzeń między drogą krajową nr 10 i linią kolejową Sierpc – Toruń oraz między miejscowościami Koziołek i Skępe.